# 永仁站
永仁站位于云南省楚雄彝族自治州永仁县砂坝村，是峨广铁路（成昆铁路复线永广段）的一座车站。2020年1月9日本站至元谋西站开通运营。2020年5月16日开办货运业务。车站货场面积31395平方米，其中仓库面积1583平方米，露天堆场7495.5平方米。